# Prawo do narodzin (film 1951)
Prawo do narodzin (hiszp. El derecho de nacer) – meksykański film z 1952 roku w reżyserii Zacaríasa Gómeza Urquizy. Jedna z ekranizacji filmowych kubańskiej radiotelenoweli o tym samym tytule, autorstwa Félixa B. Caigneta. Film pobił rekordy oglądalności w Meksyku.

## Fabuła
María Elena rodzi dziecko będąc niezamężna. Jest córką Dona Rafaela, bogatego człowieka, który chcąc uniknąć skandalu rozkazuje słudze – Bruno – zabić dziecko. Niania Marii Eleny ucieka z dzieckiem, i wychowuje je z dala od rodzonej matki. Po ponad 20 latach, syn Marii Eleny wykształca się na lekarza. Jako dorosły człowiek – poprzez zbiegi okoliczności – dowiaduje się kto jest jego biologiczną matką i odkrywa tajemnicę własnego pochodzenia.

## Obsada
- Gloria Marín - María Elena
- Jorge Mistral - Dr. Alberto Limonta
- Jose Luis Moreno - Alberto Limonta jako dziecko
- Julián Soler - Don Rafael
- Gloria Alonso
- Eugenia Galindo
- Martha Roth
- José Baviera
- Lupe Suárez
- Bárbara Gil
- José María Linares-Rivas
- Matilde Palou
- Queta Lavat
- Tito Novaro
- Salvador Quiroz
- Manuel Trejo Morales
- Adelina Ramallo
- Rogelio Fernández
- José Escanero
- Alfredo Varela
- Rubén Galindo